# La Renaissance

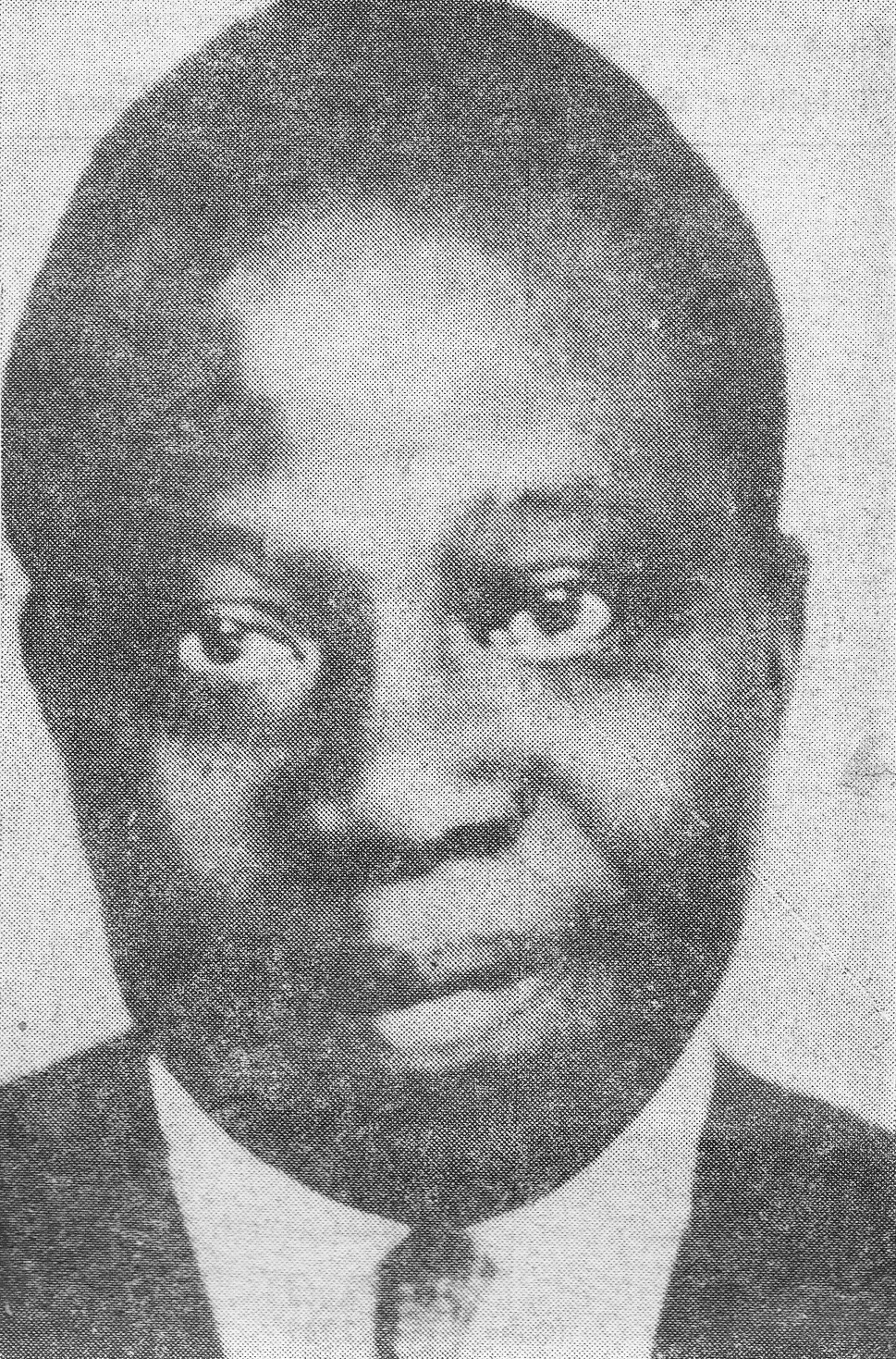
Barthélémy Boganda, autor del himno nacional de la República Centroafricana y primer ministro del país.

La Renaissance (en francés: El Renacimiento) o E Zîngo (en sango, Despertamos) es el himno nacional de la República Centroafricana adoptada después de la independencia en 1960. La letra fue escrita por el entonces primer ministro Barthélémy Boganda. La música es de Herbert Pepper, autor también del Himno nacional de Senegal. 

## Versión francesa
| Ô Centrafrique, ô berceau des Bantous! Reprends ton droit au respect, à la vie! Longtemps soumis, longtemps brimé par tous, Mais de ce jour brisant la tyrannie. Dans le travail, l'ordre et la dignité, Tu reconquiers ton droit, ton unité, Et pour franchir cette étape nouvelle, De nos ancêtres la voix nous appelle. |
| ESTRIBILLO: Au travail dans l'ordre et la dignité, Dans le respect du droit dans l'unité, Brisant la misère et la tyrannie, Brandissant l'étendard de la Patrie. |

## Versión sango
| Bêafrîka, mbeso tî âBantu Kîri mo gbû gîgî tî mo-mvenî Mo bâa pâsi na gbe tî âzo kûê Me fadësô, mo ke na kürü gô Mo sö benda, mo bûngbi kûê ôko Na kusâra ngâ na nëngö-terê Tî tö ndâ tî finî dutï tî ë sô E mä gbegô tî_âkötarä tî ë |
| ESTRIBILLO: E gbû kua nzönî na nëngö-terê E kpë ndiä nzönî na mängö-terê E kinda wasïöbê, ë tomba pâsi E yâa bandêra tî ködrö tî ë!                                                                                                   |

## Español
¡Oh, República Centroafricana, cuna de los Bantúes!
¡Recupera tu derecho al respeto, a la vida!
Durante demasiado tiempo sometidos, durante 
demasiado tiempo humillados.
Pero a partir de este día, rompemos con la tiranía.
En el trabajo, el orden y la dignidad,
recupera tu derecho, tu unidad,
y para dar este nuevo paso
de nuestros antepasados nos llama la voz.
ESTRIBILLO:
Trabajando con orden y dignidad,
respetando la ley, en unidad,
rompiendo con la miseria y la tiranía,
sosteniendo el estandarte de la Patria.